# گونوخوو (شهرستان کامنسکی، سرزمین آلتای)
گونوخوو (به لاتین: Gonokhovo) یک منطقهٔ مسکونی در روسیه است که در سرزمین آلتای واقع شده‌است.